# Die Geheimnisse des Nicholas Flamel

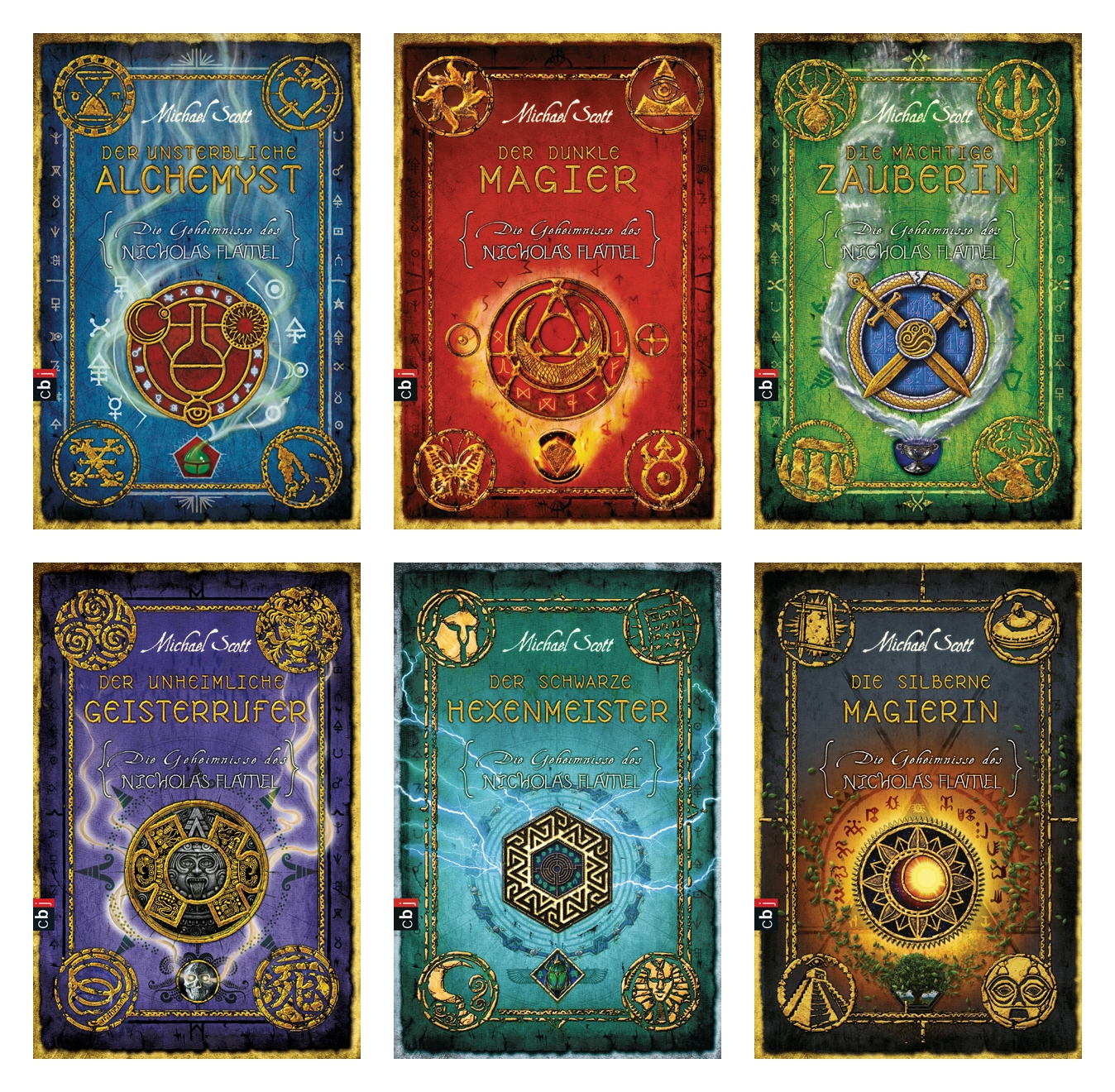
Die Buchcover der sechs Bände in der deutschen Erstausgabe

Die Geheimnisse des Nicholas Flamel (Original: The Secrets of the Immortal Nicholas Flamel, „Die Geheimnisse des unsterblichen/Unsterblichen Nicholas Flamel“) ist eine sechsbändige Fantasy-Buchreihe des irischen Autors Michael Scott. Die Bücher sind im Original von 2007 bis 2012 erschienen, auf Deutsch von 2008 bis 2013. Daneben erschienen unter dem Titel Lost Stories ab 2010 auch einige kurze Erzählungen zur Reihe.
Nahezu alle in dieser Serie vorkommenden Personen basieren auf historischen Persönlichkeiten oder mythologischen Figuren, wie die Hauptperson Nicholas Flamel. Die Serie erzählt vom Kampf zwischen den „Dunklen Älteren“ (aus dem „Älteren Geschlecht“) und verschiedenen Unsterblichen bzw. mythologischen Figuren um den unsterblichen Alchemisten Nicholas Flamel.

## Die Buchreihe

### Haupterzählung
1. Der unsterbliche Alchemyst – erschienen am 4. Februar 2008 (im Original am 22. Mai 2007)
2. Der dunkle Magier – erschienen am 19. Januar 2009 (im Original am 24. Juni 2008)
3. Die mächtige Zauberin – erschienen am 18. Februar 2010 (im Original am 26. Mai 2009)
4. Der unheimliche Geisterrufer – erschienen am 21. Februar 2011 (im Original am 25. Mai 2010)
5. Der schwarze Hexenmeister – erschienen am 19. März 2012 (im Original am 24. Mai 2011)
6. Die silberne Magierin – erschienen am 25. Februar 2013 (im Original am 22. Mai 2012)

Hinweis: Aus dem Titel des ersten Bandes, The Secrets of the Immortal Nicholas Flamel: The Alchemyst, wurde in der deutschen Übersetzung das Wort Immortal aus dem Serientitel in den Buchtitel verschoben („Die Geheimnisse des Nicholas Flamel: Der unsterbliche Alchemyst“). Daher wurde bei jedem der folgenden Bände in den Buchtitel ein zusätzliches Adjektiv eingesetzt, das vom Verlag immer erst kurz vor dem Erscheinen bekannt gegeben wurde.

### Lost Stories
Neben den sechs Büchern gehören auch mehrere kurze Erzählungen zur Serie, die zusammenfassend als The Lost Stories („Die verlorenen Geschichten“) bezeichnet werden. Diese haben nicht direkt mit der Haupthandlung zu tun, sondern erzählen Ereignisse aus dem Leben einiger Figuren der Reihe. Sie wurden im Original als E-Books veröffentlicht. In deutscher Übersetzung sind die ersten beiden Geschichten im Oktober 2015 unter dem Titel Lost Stories als Taschenbuch erschienen. Die 2021 nur im Original veröffentlichte Lost Stories Collection umfasst die ersten sieben Geschichten.
1. Der Tod der Johanna von Orléans – erschienen am 24. August 2010 (für angemeldete Benutzer des offiziellen FanForums bereits um Weihnachten 2009 erhältlich)
2. Billy the Kid und die Vampire von Las Vegas – erschienen am 22. November 2011
3. Nicholas Flamel and the Codex – erschienen am 22. September 2020
4. Machiavelli: Guardian of Paris – erschienen am 6. Oktober 2020
5. Aoife and Scathach, Shadow Twins – erschienen am 3. November 2020
6. Nicholas and The Krampus – erschienen am 19. Januar 2021
7. Virginia Dare and the Ratcatcher – erschienen am 30. März 2021
8. The Ballad of Black Hawk and Billy the Kid – erschienen am 27. Juli 2021

## Inhalt

### Weltbild und Vorgeschichte

#### Die Älteren und andere Wesen

Ägyptische Darstellung von Bastet

Lange vor den „Humani“ (Menschen) wurde die Welt von Angehörigen des „Älteren Geschlechts“ (im Original: Elders) besiedelt. Dies waren Wesen von großer Intelligenz und mit besonderen Fähigkeiten. Viele von ihnen wurden von den Menschen später als Götter verehrt, z. B. Bastet, Mars Ultor, Tammuz oder Areop-Enap. Die Älteren regierten von der Insel Danu Talis (in späteren Mythen als Atlantis bekannt; Scott hatte auch Lemuria in Betracht gezogen) aus über das De-Danann-Reich (vergleiche Túatha Dé Danann). Sie waren unsterblich, doch mit der Zeit begann sich ihre DNA zu verändern, wodurch sie teils monströse Gestalten annahmen: Bastet bekam das Aussehen einer Katze, Areop-Enap verwandelte sich in eine große Spinne. Dieser Vorgang wird als „Wandel“ (im Original: Change) bezeichnet.
Als sich die Humani entwickelten, wurden sie zunächst auf Danu Talis als Sklaven gehalten. Unter den Älteren bildeten sich zwei Parteien: Ältere, die die Menschen unterstützten, ihnen ihr Wissen weitergaben und einsahen, dass sie ihnen die Macht früher oder später abtreten mussten, und Dunkle Ältere, die ihre Vorherrschaft nicht verlieren wollten und für die Vernichtung der Humani waren. In der finalen Schlacht wurden die Humani in die Freiheit geführt, während Danu Talis unterging. Einige Ältere kamen dabei um, die anderen zogen sich zurück und überließen die Welt den Humani, wobei die Dunklen unter ihnen versuchten, wieder an die Macht zu kommen.
Das Ältere Geschlecht umfasst Große Ältere (im Original: Great Elders; z. B. Thot oder Benzaiten), gewöhnliche Ältere (in der deutschen Übersetzung auch Erstgewesene) und die Nächste Generation (im Original: Next Generation; z. B. Scathach oder die Morrigan). Die Angehörigen der Nächsten Generation wurden nach dem Fall von Danu Talis geboren und haben geringere Fähigkeiten als ihre Eltern.
Vor den Älteren herrschten andere Rassen: Es gab Archone (im Original: Archons; z. B. Cernunnos oder Coatlicue), Ancients (in der deutschen Übersetzung fehlerhaft Erstgewesene, daher nicht von den Älteren zu unterscheiden) und Erdfürsten (auch Erdenfürsten oder Erdenlords; im Original: Earthlords). Alle Rassen hatten typische Eigenschaften und unterschiedliche Fähigkeiten. Eine der beiden letzteren hat ihre Abbilder aus Ton geformt, die lange Zeit später durch den Älteren Prometheus mit dessen Aura belebt wurden. So schuf Prometheus die Urmenschen, darunter König Gilgamesch und die „Wächterin“ Tsagaglalal.
Die Erdfürsten schufen die vier Kraftschwerter (auch Elemente-Schwerter oder Elementeschwerter) Excalibur (Wasser/Eis), Clarent (Feuer), Joyeuse (Stein) und Durendal (Luft). Die Erdfürsten sind in einem Krieg gegen die Älteren durch ein Krafttor (eine Art magisches Portal) geflüchtet, das auf Grund der aufgewühlten Naturgewalten ins Nichts führte. Seitdem sind sie irgendwo zwischen den Schattenreichen verschollen. Lediglich zwei von ihnen überleben und mischen sich als Isis und Osiris unter die Älteren, um sich an ihnen zu rächen, was ihnen aber nicht gelingt.

#### Der Codex und Nicholas Flamel

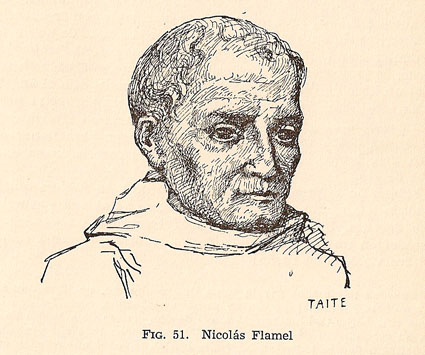
Der Alchemist Nicholas Flamel

Der Ältere Abraham (genannt der Weise, auch der Magier; im Original: the Mage) untersuchte zusammen mit Chronos die Stränge der Zeit und sah das Schicksal der Welt voraus. Er schrieb sein Wissen im Codex nieder, bekannt als Abrahams Buch der Magie.
Der Codex blieb erhalten und gelangte um 1657 in den Besitz des Kopisten und Alchemisten Nicholas Flamel und dessen Frau Perenelle. Flamel verbrachte sein ganzes Leben mit dem Entschlüsseln des Codex. Er enthielt u. a. die Rezeptur für den Trank des ewigen Lebens und das Rezept zur Herstellung von Edelmetallen und Diamanten. Da die Dunklen Älteren mithilfe des Codex wieder an die Macht kommen könnten, versuchten sie, in den Besitz des Codex zu kommen. Ihre menschlichen Agenten (zuerst Roger Bacon, dann John Dee) jagen die Flamels, weshalb diese dauernd auf der Flucht sind.
Der Codex beinhaltet auch folgende Prophezeiung:
Es wird eine Zeit kommen, in der das Buch dem Dunkel verfällt
und der Diener der Königin sich mit der Krähe verbündet.
Dann werden die Älteren aus den Schatten heraustreten
und der Unsterbliche muss die Sterblichen ausbilden.
Auf dass die zwei, die eins sind, zu dem einen werden, das alles ist.
Dabei wird ferner gesagt, dass die zwei, die eins sind, die Welt zerstören bzw. erneuern können. Als die genannten Sterblichen werden Sophie und Josh Newman angenommen, auch wenn Gilgamesch andeutet, damit sei die Verschmelzung von Excalibur und Clarent gemeint. Ausgehend von der Prophezeiung suchten die Flamels im Laufe der Jahre nach den „legendären Zwillingen“, auf die die Beschreibung zutrifft, bis sie Josh und Sophie finden.

#### Die Aura

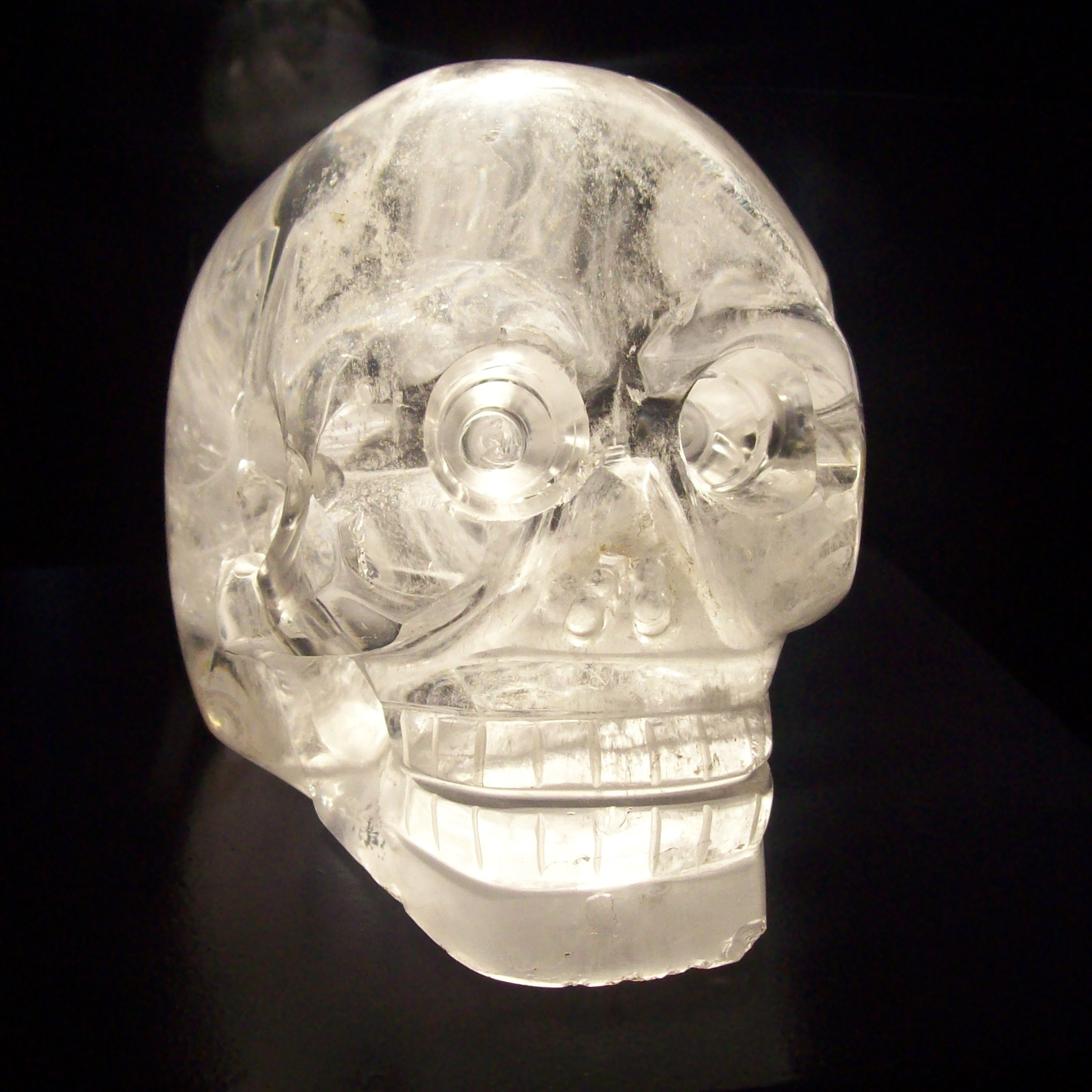
Ein Kristallschädel

Alle Menschen (aber auch alle Angehörigen der früheren Rassen) haben eine Aura. Diese Aura ist wie ein farbiger Schutzschild, der den ganzen Körper wie eine Hülle umgibt. Nur die Wenigsten können die Aura sehen, allerdings gelang es dem Ehepaar Kirlian, sie sichtbar zu machen (vergleiche Kirlianfotografie). Bei den meisten Menschen ist die Aura gemischtfarbig; je reiner die Farbe ist, desto stärker ist die Aura. Durch die Auraenergie kann man, wenn richtig ausgebildet, Magie wirken, was aber einen hohen Energieverbrauch zur Folge hat.
Die seltenste Aurafarbe ist Schwarz, dann Gold (bei Tutanchamun und Josh Newman), dann Silber (bei Johanna von Orléans und Sophie Newman). Perenelle hat eine weiße Aura (fast rein), Nicholas eine grüne (mittelmäßig rein). Jede Aura hat eine eigene Duftnote. So hat Joshs Aura den Duft von Orangen, Sophies den von Vanille. Flamels Aura duftet nach Pfefferminze, die von Dee nach Schwefel. Perenelles Aura ist geruchlos.
Einige magische Gegenstände wirken auf die Aura. Die Kristallschädel der Archone entziehen demjenigen, der sie benutzt, die Aura und damit auch die Erinnerungen. Die Elemente-Schwerter beeinflussen die Aura; Clarent war der Auslöser für die Veränderung von Huitzilopochtli zu Mars Ultor und nimmt auch auf Josh Einfluss.

### Handlungsübersicht
Die Geschichte spielt vom 31. Mai bis zum 8. Juni 2007. Die hauptsächlichen Handlungsorte sind San Francisco, Ojaj (Kalifornien), Paris, London und die legendäre Insel Danu Talis (Atlantis) vor 10.000 Jahren.
Die Zwillinge Josh und Sophie beobachten, wie der Buchhändler Nick Fleming von einem Fremden, Dr. John Dee, überfallen wird. Dee stiehlt ein altes Buch und entführt Flemings Frau Perry. Daraufhin enthüllt Fleming den Zwillingen, dass er in Wirklichkeit der unsterbliche Alchemist Nicholas Flamel ist. Mit den Zwillingen beginnt er die Flucht vor John Dee und seinen Meistern aus dem Älteren Geschlecht. Unterstützt werden sie von der Kriegerprinzessin Scathach. Im Schattenreich der Älteren Hekate werden Sophies Kräfte geweckt, doch Dee greift mit der Hilfe von Bastet und Morrigan an und zerstört den Weltenbaum Yggdrasil. Hekate stirbt und Scathach, Flamel und die Zwillinge fliehen nach Ojaj zur Hexe von Endor. Diese überträgt ihr Wissen auf Sophie. Wieder greift Dee an, doch Flamel, die Zwillinge und Scathach fliehen über ein Krafttor nach Paris. Flamels Frau Perenelle wird auf Alcatraz gefangen gehalten.
In Paris werden Flamel, die Zwillinge und Scathach sogleich von Niccolò Machiavelli, dem unsterblichen französischen Geheimdienstchef, angegriffen. Sie werden vom Grafen von Saint-Germain und seiner Frau Johanna von Orléans aufgenommen. Der Graf bildet Sophie in der Feuermagie aus, während Scathach Josh den Umgang mit dem Schwert Clarent lehrt. John Dee stößt zu Machiavelli; sie setzen die Disir auf Flamel und seine Verbündeten an. Die Disir lassen den Drachen Nidhogg los. Im Kampf gelangt Josh zu Dee und Machiavelli, die ihn in die Katakomben zum Älteren Mars Ultor bringen, der ihn erweckt. Scathach wird in der Seine von Dagon in einen Kampf verwickelt. Flamel, Sophie, Saint-Germain und Johanna vereinigen sich wieder mit Josh und kämpfen erneut gegen Dee und Machiavelli. Perenelle verbündet sich auf Alcatraz mit der Älteren Areop-Enap gegen die Morrigan.
Flamel und die Zwillinge fahren nach London. Sie kämpfen gegen die Genii Cucullati und werden vom Unsterblichen Palamedes in sein Versteck gebracht, wo auch William Shakespeare lebt. John Dee und Bastet setzen die Wilde Jagd unter der Führung des Archons Cernunnos auf sie an. Nach einem Kampf fliehen Palamedes, Shakespeare, Flamel und die Zwillinge. Sie suchen den Zeitenältesten Gilgamesch auf, der Josh und Sophie in der Wassermagie ausbildet. Gleich darauf erfolgt ein weiterer Angriff durch Cernunnos; Flamel und die Zwillinge fliehen durch ein Krafttor in Stonehenge nach San Francisco. Machiavelli versucht in der Zwischenzeit zusammen mit dem Unsterblichen Billy the Kid, Perenelle auf Alcatraz zu besiegen. Doch sie kann entkommen und trifft wieder mit Nicholas und den Zwillingen zusammen. John Dee kann endlich die vier Elemente-Schwerter vereinigen.
Aoife ist auf der Suche nach ihrer Schwester Scathach. Zusammen mit dem Unsterblichen Niten schließt sie sich den Flamels und den Zwillingen an. Scathach, Johanna von Orléans, der Graf von Saint-Germain, Palamedes und William Shakespeare werden vom geheimnisvollen Marethyu in die Vergangenheit nach Danu Talis geführt. Die Flamels und ihre Verbündeten suchen den Älteren Prometheus auf, der Josh die Feuermagie beibringt. John Dee verliert die Gunst seiner Meister und verbündet sich mit der Unsterblichen Virginia Dare. Durch die Macht der Elemente-Schwerter gelangen sie nach San Francisco. Mit der Hilfe von Mars Ultor kann Dee Josh manipulieren und zu seinem Versteck locken. Er will die Archonin Coatlicue herbeibeschwören, um alle Älteren zu vernichten; dafür will er Josh an Coatlicue verfüttern. Aoife, Niten und Sophie kämpfen gegen die Archonin, wobei Aoife in ein Schattenreich verschwindet. Josh flieht mit Dee und Virginia.
Sophie wird von Niten zu Tante Agnes gebracht, die sich als Wächterin Tsagaglalal zu erkennen gibt. Auch Prometheus und die Flamels und die Älteren Odin, Hel und Mars Ultor, begleitet vom Unsterblichen Black Hawk, treffen dort ein. John Dee flieht mit Virginia Dare und Josh nach Alcatraz, wo er Niccolò Machiavelli und Billy the Kid helfen will, die dort gehorteten Monster auf die Stadt loszulassen. Sophie wird von Tsagaglalal in der Erdmagie ausgebildet, Josh von Virginia in der Luftmagie. Mars, Hel, Odin und Black Hawk brechen nach Alcatraz auf, die Flamels, Prometheus und Niten wollen die Stadt beschützen. Sophie gelangt zu ihrem Bruder und folgt ihm durch ein Zeittor, das Dee geöffnet hat, nach Danu Talis. Marethyu und seine Krieger werden gefangen genommen; er zieht aber den Herrscher Aten auf seine Seite, der dafür von seiner Mutter Bastet und seinem Bruder Anubis gestürzt wird. Die Krieger erhalten von Abraham dem Weisen den Auftrag, Danu Talis zu zerstören.
Sophie und Josh erfahren auf Danu Talis, dass ihre angeblichen Eltern in Wirklichkeit Isis und Osiris sind. Diese wollen sie zu den Herrschern der Insel machen. Auf Alcatraz spielt sich in der Gegenwart ein Kampf zwischen den Monstern und Mars, Odin, Hel, Machiavelli, Billy the Kid, Black Hawk, den Flamels, der Morrigan und Areop-Enap ab. Auf Danu Talis machen sich Virginia Dare, John Dee und Scathach an die Befreiung der versklavten Humani. Prometheus, Palamedes, Shakespeare, Saint-Germain und Johanna stürmen, von Hekate und Huitzilopochtli (Mars) unterstützt, die Hauptstadt. Dort findet eine Versammlung aller Älteren statt. Bastet und Anubis wollen die Zwillinge töten, doch sie werden von Tsagaglalal gerettet und auf die Spitze der Pyramide gebracht. Isis und Osiris geben sich als Erdfürsten zu erkennen; als sie die Zwillinge töten wollen, werden sie von Josh getötet. Sophie geht darauf mit Scathach und den anderen, während Josh zu Marethyu wird und die Insel zerstört.

## Entstehungsgeschichte

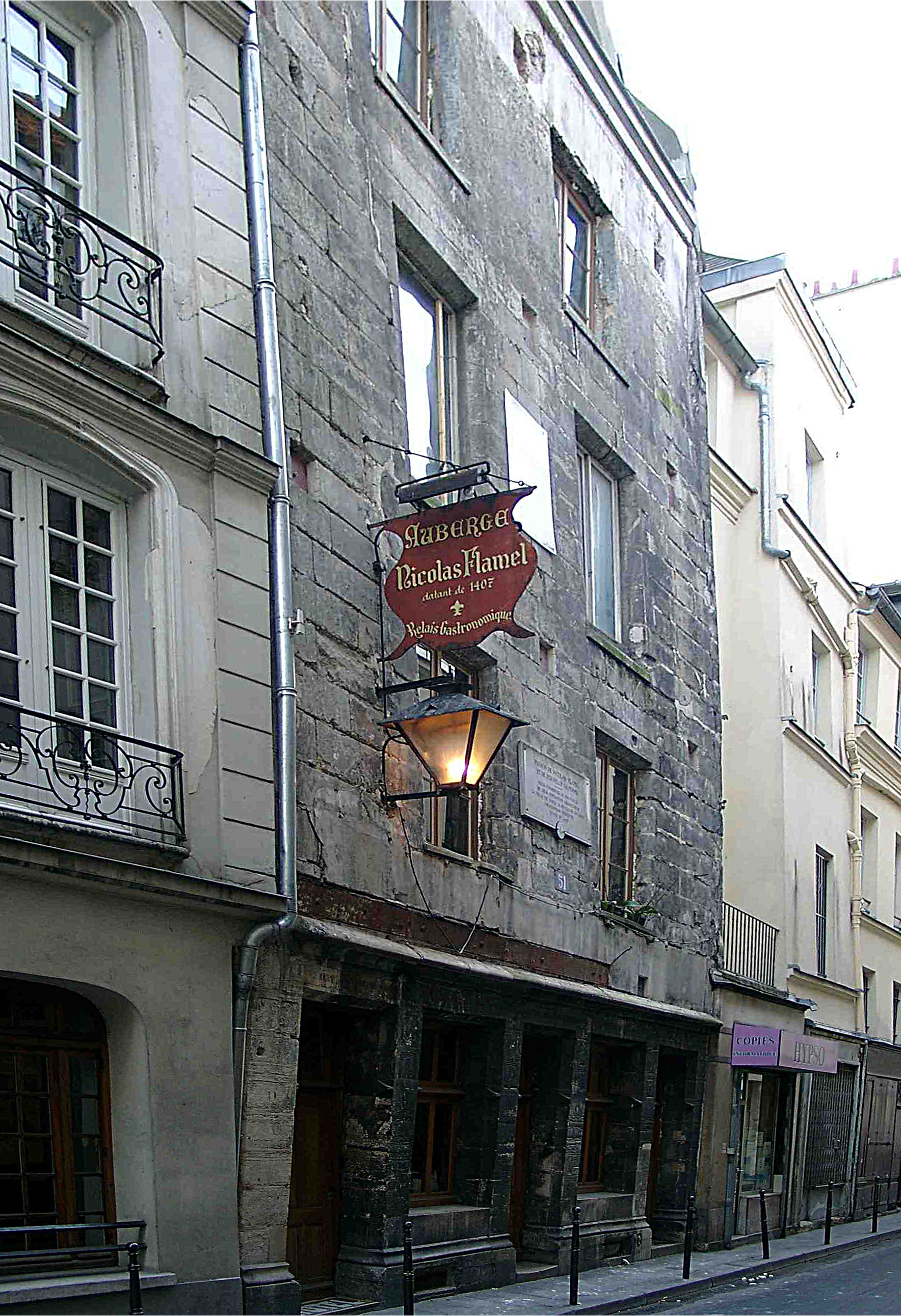
Die Auberge Nicholas Flamel in Paris

Michael Scott begann mit der Arbeit an der Buchserie im Mai 1997; damals schrieb er das erste Mal das Wort „Alchemyst“ in sein Notizbuch. Er wollte eine Buchreihe verfassen, die einen Alchemisten als Hauptfigur hatte. Bei den Figuren begann er mit den Zwillingen, da Zwillinge laut seiner Erfahrung in der Mythologie stets eine wichtige Rolle gespielt haben. Der Autor entwickelte ausführlich den Hintergrund der Serie, indem er viel reiste, Handlungsorte besuchte und die Mythologien von diversen Kulturen verknüpfte. Bald entstanden auch die Nebenfiguren. Das Ende der Buchserie verfasste Michael Scott in Paris. Es hat bis zur endgültigen Fassung nur kleine Änderungen erfahren.
Was anfangs noch fehlte, war der Mentor der Zwillinge. Scott überlegte zunächst, John Dee als zentrale Figur zu verwenden, da ihn diese Persönlichkeit stets fasziniert hatte. Dee erschien ihm letztlich aber ungeeignet. Als der Autor im Herbst 2000 (nach anderen Angaben schon 1997) geschäftlich in Paris zu tun hatte, verirrte er sich in der Stadt und gelangte zur Auberge Nicolas Flamel, dem früheren Wohnhaus des französischen Alchemisten. Scott war mit Flamel bereits vertraut und wusste nun, die passende Hauptfigur für seine Buchserie gefunden zu haben. John Dee hingegen wurde zu Flamels Antagonisten.
2005 wandte sich Scott über seinen Agenten an die amerikanische Verlegerin Krista Marino von Delacorte Press (Random House), mit dem Vorschlag für ein Buch namens The Alchemyst: Nicholas Flamel. Marino zeigte Interesse daran und 2006 traf sie sich erstmals mit Scott. Mit verändertem Titel (The Alchemyst: The Secrets of the Immortal Nicholas Flamel) erschien das Buch ein Jahr später. Die Verlegerin war für alle sechs Bände verantwortlich. Die Buchserie sollte ursprünglich nur in den USA erscheinen, daher sind die Bücher in amerikanischem Englisch verfasst.

## Buchcover
Die originalen (amerikanischen) Cover der Bücher stammen sämtlich von Michael Wagner, der dabei direkt mit dem Autor zusammenarbeitete. Sie enthalten Hinweise auf den Inhalt des jeweiligen Buchs. Da die Lost Stories im Original nicht als Buch erschienen sind, wurde das Cover der deutschen Ausgabe von Max Meinzold entworfen.
In den meisten Ländern wurden diese Cover nahezu unverändert übernommen. Die deutsche Umgestaltung übernahmen Hilden Design (Bände 1–4) und Max Meinzold (Bände 5–6) aus München. Dabei ist die veränderte Farbgebung im Vergleich zum Original auffällig, wodurch sich die Kennfarben der einzelnen Bände ändern:
| Band | Original | Deutsch    |
| ---- | -------- | ---------- |
| 1    | Grün     | Blau       |
| 2    | Rot      | Rot        |
| 3    | Violett  | Grün       |
| 4    | Schwarz  | Violett    |
| 5    | Gold     | Türkis     |
| 6    | Silber   | Dunkelgrau |

## Hörbücher
Auf Deutsch erschienen zu den ersten beiden Bänden gekürzte Hörbücher bei cbj audio, die von Andreas Fröhlich gelesen wurden.
- Michael Scott: Die Geheimnisse des Nicholas Flamel – Der unsterbliche Alchemyst (gelesen von Andreas Fröhlich, ca. 420 min). Cbj audio, München 2008, ISBN 978-3-86604-823-2.
- Michael Scott: Die Geheimnisse des Nicholas Flamel – Der dunkle Magier (gelesen von Andreas Fröhlich, ca. 420 min). Cbj audio, München 2009, ISBN 978-3-86604-988-8.

Im Original erschienen alle sechs Hörbücher bei Listening Library; Sprecher sind Denis O’Hare (Band 1), Erik Singer (Band 2) und Paul Boehmer (Bände 3–6).

## Rezeption
Die Bücher wurden in 20 Sprachen übersetzt und erscheinen in 37 Ländern.

### Kritiken
Die Buchreihe wurde von der internationalen Kritik generell positiv aufgenommen. Besonders hervorgehoben wurden das hohe Erzähltempo, der actionreiche Stil, der Figurenreichtum und die vielen kenntnisreichen historisch-mythologischen Bezüge, die auch Eigenrecherche der Leser erforderten. Auch der Humor des Autors und die lebendigen Beschreibungen fanden Anklang. Der Autor habe die Geschichte gut im Griff, auch die Populärkultur komme nicht zu kurz. Die Geschichte sei spektakulär, „durchaus nicht zimperlich“, spannend und atmosphärisch dicht und ziehe sowohl jugendliche als auch erwachsene Leser, männliche wie weibliche, in ihren Bann. Die Nebenhandlung mit der Zeitreise zurück nach Atlantis sei gekonnt in Szene gesetzt und sehr unterhaltsam. Verglichen wurde die Serie u. a. mit Harry Potter und mit Percy Jackson. Es handle sich um ein bemerkenswertes Beispiel für Fantasy, höchstwahrscheinlich würde Die Geheimnisse des Nicholas Flamel zu „den beachtenswertesten unter den modernen Fantasyreihen“ zählen.
Vereinzelt wurde auch Kritik geübt; so sei die Einführung der historischen Figuren vor allem eine Spielerei und werde schwerfällig gehandhabt. Die Serie fühle sich insgesamt aufgebläht an und müsse nicht in sechs Bänden erzählt werden. Die Jugendlichen stünden häufig völlig passiv daneben, während die Erwachsenen sich mit den Hauptproblemen der Geschichte beschäftigten; die Kapitel seien kurz, es gebe zu viele Erzählperspektiven und die Hintergrundgeschichte sei ermüdend. Am Ende breche die Geschichte unter ihrem eigenen Gewicht zusammen, sodass zwar der Eindruck vieler guter Einzelteile, aber nicht eines zusammenhängenden Ganzen zurückbliebe.

### Platzierungen auf Bestsellerlisten
Die Bücher erreichten in Amerika hohe Platzierungen auf der New-York-Times-Bestsellerliste; dabei wurden die ersten beiden Bände als „Children’s Books – Chapter Books“ (Jugendbücher) gezählt, die folgenden Bände immer als „Children’s Books – Series“ (Jugendserien). Ab Band 2 platzierten sich alle Bücher auf der Gesamt-Bestsellerliste von USA Today. Die deutschen Ausgaben der Bücher erreichten ebenfalls hohe Platzierungen auf den Bestsellerlisten von Spiegel und Dein Spiegel.
| Buch                         | Originalausgabe               | Originalausgabe    | Deutsche Ausgabe            | Deutsche Ausgabe |
| Buch                         | Jugendbücher (New York Times) | Gesamt (USA Today) | Jugendbücher (Dein SPIEGEL) | Gesamt (SPIEGEL) |
| ---------------------------- | ----------------------------- | ------------------ | --------------------------- | ---------------- |
| Der unsterbliche Alchemyst   | 2                             | –                  | 13                          | 38               |
| Der dunkle Magier            | 4                             | 123                | 14                          | 31               |
| Die mächtige Zauberin        | 5                             | 41                 | 8                           | 28               |
| Der unheimliche Geisterrufer | 3                             | 20                 | 8                           | 21               |
| Der schwarze Hexenmeister    | 2                             | 13                 | 5                           | 21               |
| Die silberne Magierin        | 2                             | 14                 | 8                           | –                |

### Nominierungen und Auszeichnungen

#### Der unsterbliche Alchemyst
- Irish Book of the Year – 2008[42]
- Kentucky Bluegrass Book Award[43]
- Rhode Island Teen Book Award – 2008 (Preisträger)[44]
- Bisto Book of the Year Award – 2007/2008[45]
- CBI Shadowing Award – 2008 (Platz 2 ex aequo mit Der Junge, der sich in Luft auflöste von Siobhan Dowd)[46]
- Maine Student Book Award – 2008/2009 (Platz 10)[47]
- Nevada Young Readers’ Award – 2009[48]
- NCSLMA YA Book Award – 2009/2010[49]

#### Der dunkle Magier
- The Dublin Airport Authority Irish Children’s Book of the Year (Snr) – 2009[50]

#### Die mächtige Zauberin
- Cybills (Fantasy & Science-Fiction: Elementary/Middle Years) – 2009[51]

### Verfilmung

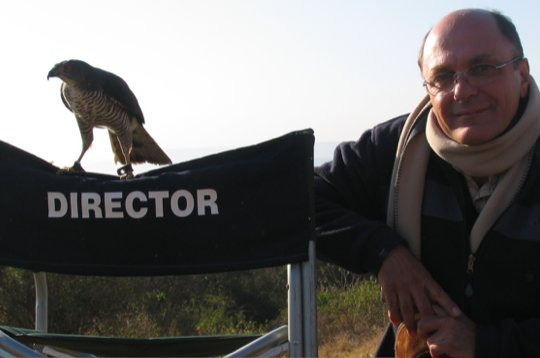
Mario Andreacchio, Produzent der Verfilmung

Die Filmrechte sicherte sich Mario Andreacchio für AMPCO Films (Adelaide Motion Picture Company); Michael Scott wird aktiv am ersten Film beteiligt sein, der seit Februar 2013 produziert wird. Geplant ist die Verfilmung der gesamten Serie.

### Fandom
Wie auch andere populäre Buchserien führte Die Geheimnisse des Nicholas Flamel im Netz zur Entstehung von Fansites und Foren. Im englischsprachigen Raum existieren mehrere, in Deutschland und in den Niederlanden weitere.
Ein Spezialfall ist Flamel’s Secret Forum, das am 2. Oktober 2008 gegründet wurde: Michael Scott selbst erklärte sich damit einverstanden, Teil des Forums zu werden und so mit den Fans in Kontakt zu treten.  Seit dem 22. Oktober 2008 existiert auch die zugehörige Website Flamel’s Immortal Portal und seit dem 24. Mai 2010 dürfen sie sich als „offizielle“ Fansite bzw. „offizielles“ Fanforum bezeichnen. Michael Scott beantwortet im Forum Fragen der Fans und veröffentlicht dort von Zeit zu Zeit offizielle Mitteilungen zur Buchserie. Die Website verfügt seit dem 4. März 2011 auch über ein Lexikon zur Buchserie, genannt The Online Codex.
Das Team der Fansite/des Fanforums wurde seit Band 3 in den Danksagungen immer wieder erwähnt.

### Musik

Logo von Jumeaux

Michael Scott schlug der aus Australien stammenden Musikerin Libby Lavella, deren Fan er schon seit längerer Zeit war, vor, Musik zur Buchserie zu machen. Sie stimmte zu und holte sich ihren Cousin, den in Paris ansässigen Filmkomponisten Antonio Gambale, zu Hilfe, um der Musik „kinoartige Elemente“ zu verleihen. Die beiden veröffentlichten im Mai 2007 zunächst das Lied Carry My Voice, auch bekannt als Perenelle’s Theme, da es Perenelle Flamel gewidmet ist. Das Lied erfreute sich unter den Fans der Buchserie bald großer Beliebtheit, weshalb Michael Scott es auf seiner Website zum Gratis-Download anbot.
Das Musikerduo nannte sich daraufhin Jumeaux (frz. „Zwillinge“). Die beiden veröffentlichten weitere Lieder, so This Way Forever (gewidmet den Zwillingen) und Find the Words (gewidmet Josh Newman). Das Minialbum Songs for Flamel enthält diese beiden Titel sowie einen Remix von Carry My Voice.
Libby Lavella wird in den Danksagungen von Band 2 und Band 3 erwähnt, Jumeaux in Band 6.